# Hotels.com
Hoteles.com es un sitio web que sirve para reservar habitaciones de hoteles en línea y por teléfono. La empresa tiene 85 sitios web en 34 idiomas, en los que se listan más de 290,000 hoteles en aproximadamente 19,000 ubicaciones. Su inventario incluye hoteles y establecimientos Bed and breakfast, así como condominios y otros tipos de hospedaje comercial. Se fundó en 1991 con el nombre de Hotel Reservations Network (HRN). En 2001, se incorporó a Expedia Inc. y en 2002, cambió su nombre a Hotels.com. La operadora de Hoteles.com es Hotels.com LP, una sociedad de responsabilidad limitada ubicada en Dallas, Texas, EUA.

## Historia
Fundada en 1991 por David Litman y Robert Deiner bajo el nombre de Hotel Reservations Network (HRN), inicialmente brindaba el servicio de reserva de hoteles a través de un teléfono de larga distancia sin costo en los Estados Unidos. En 2001, USA Networks, Inc (USAI) adquirió la empresa, así como una participación mayoritaria en Expedia, la empresa de reserva de viajes en línea.
En 2002, HRN cambió de nombre a Hoteles.com y lanzó la marca 1-800-2-Hotels para reservas por teléfono, además de ofrecer el servicio de reservas de hotel en línea. Posteriormente, la empresa pasó por un periodo de expansión internacional acelerada en el que se agregaron 29 sitios a lo largo de los dos años siguientes. En 2003, USAI cambió de nombre a InterActiveCorp (IAC). En 2005, IAC dividió su negocio de viajes bajo el nombre de Expedia Inc. Así, Hoteles.com se convirtió en una empresa operativa de Expedia Inc.
Su crecimiento internacional desde 2002 ha incluido sitios web para Norte, Centro y Sudamérica, Europa, Australia, Japón, China y la cuenca del Pacífico, el Medio Oriente y Sudáfrica. Sin importar el país en el que se encuentren, los clientes pueden hacer reservas en línea o por teléfono, a través de una de las centrales telefónicas multilingües. Las llamadas pueden ser con o sin costo, dependiendo del país desde el que se haga la reserva.
En 2011, Hoteles.com lanzó una aplicación para iPad y actualizó su producto para teléfonos celulares en iPhone y Android.

## Programa de lealtad
Hoteles.com cuenta con un programa de lealtad. Esto permite que sus clientes obtengan descuentos en la mayoría de los hoteles, sin importar la cadena o el tipo de hotel, aunque no en todos. Por cada 10 noches de estancia en hoteles reservados a través de Hoteles.com, los clientes pueden obtener un descuento en el precio de una reserva posterior. A veces también sacan diferentes ofertas como que las noches valgan doble e incluso triple, de esta manera por cada noche que te alojes, ganas 2 del mismo precio. Este descuento es equivalente al monto promedio pagado por esas noches. El descuento no disminuye el pago de impuestos y cargos, además de que también aplican algunas otras restricciones. Este programa, que se conoce como "Welcome Rewards®", se lanzó en 2008 en EUA, Canadá y gran parte de Latinoamérica. Más adelante se amplió al Reino Unido y Australia en 2010, y a más de 40 otros países en 2011.

## Índice de precios hoteleros
A partir de 2004, Hoteles.com ha publicado una revisión semestral de las tendencias internacionales en el precio de las habitaciones de hotel llamado Índice de precios hoteleros de Hoteles.com. Para hacer esta revisión, se utilizan los precios por habitación que han pagado los clientes de Hoteles.com para calcular un promedio ponderado que se basa en la cantidad de habitaciones vendidas en cada uno de los mercados en los que opera Hoteles.com. La información incluye cambios importantes en los precios, así como comparaciones entre destinos, tipos de hotel y otros análisis relativos a los precios para los últimos 6 meses. El Índice de precios hoteleros se publica en formato digital e impreso y va dirigido a periodistas, medios de comunicación y hoteleros, como parte de la actividad de relaciones públicas de la empresa.